# Odostomia amilda
Odostomia amilda is een slakkensoort uit de familie van de Pyramidellidae. De wetenschappelijke naam van de soort werd voor het eerst geldig gepubliceerd in 1909 door William Healey Dall en Paul Bartsch.

## Verspreidingsgebied
De soort komt voor in de Grote Oceaan in de buurt van Californië.